# Let Me Love You (canção de Junggigo e Chanyeol)
"Let Me Love You" é uma canção interpretada pelos cantores sul-coreanos Junggigo e Chanyeol. Ela foi lançada em 23 de fevereiro pela Starship Entertainment. Foi incluída como uma das faixas do álbum Across the Universe de Junggigo.

## Antecedentes e lançamento
Em 16 de fevereiro de 2017, foi anunciado que Junggigo e Chanyeol colaborariam em um dueto intitulado "Let Me Love You", descrito como uma canção melodiosa de confissão de amor. No mesmo dia, a agência do Junggigo, Starship Entertainment, lançou uma imagem teaser para a canção juntamente do título da música e da data de seu lançamento. Em 20 de fevereiro, um teaser dos dois artistas a gravando foi lançado. À meia-noite de 23 de fevereiro, a canção foi oficialmente lançada. Ela alcançou a primeira posição em quatro paradas musicais sul-coreanas e a segunda posição em outras duas após seu lançamento.

## Vídeo musical
O videoclipe apresenta uma história romântica entre dois atores no set de um filme B inspirado em Power Rangers ou Super Sentai. A equipe cômica de super-heróis utiliza capacetes com bigodes embelezados, uma referência à Mustache Films, enquanto tenta derrotar um vilão fantasiado de barata interpretado por um ator desajeitado que se apaixona pela atriz que interpreta a Ranger Rosa.

## Lista de faixas
| N.º            | Título            | Letras              | Música                  | Arranjamento   | Duração |  |
| 1.             | "Let Me Love You" | Junggigo Brother Su | Junggigo Brother Su Aev | Aev            |         |  |
| Duração total: | Duração total:    | Duração total:      | Duração total:          | Duração total: | 3:30    |  |

## Desempenho nas paradas
| Parada (2017)        | Melhor posição |
| -------------------- | -------------- |
| Coreia do Sul (Gaon) | 16             |

| Parada (2016)               | Melhor posição |
| --------------------------- | -------------- |
| Singles sul-coreanos (Gaon) | 78             |

## Vendas
| Região             | Vendas   |
| ------------------ | -------- |
| Coreia do Sul (DL) | 117,194+ |

## Histórico de lançamento
| Região        | Data                    | Formato          | Gravadora                                 |
| ------------- | ----------------------- | ---------------- | ----------------------------------------- |
| Mundialmente  | 22 de fevereiro de 2016 | Download digital | Starship Entertainment LOEN Entertainment |
| Coreia do Sul | 23 de fevereiro de 2016 | Download digital | Starship Entertainment LOEN Entertainment |